# Richard Sanderson
Pour les articles homonymes, voir Sanderson.
Richard Sanderson est un musicien et chanteur britannique d'origine française né le 5 mars 1953 à Taplow dans le Buckinghamshire en Angleterre.
Il est principalement connu pour avoir interprété le titre Reality, qui figure dans la bande originale du film La Boum (1980) de Claude Pinoteau.

## Biographie
Richard Sanderson est né de père écossais et de mère française, tous deux musiciens.
En 1980, il est choisi par les producteurs du film La Boum pour interpréter Reality, titre-phare de la bande originale, après le refus de Gilbert Montagné de chanter la composition d'un autre que lui, le morceau étant écrit par Vladimir Cosma — ce dernier expliquera pour sa part qu'il avait lui-même refusé que Gilbert Montagné interprète cette chanson pour des raisons purement artistiques. Portée par le succès du film, la chanson devient numéro 1 dans plusieurs pays européens (particulièrement en Allemagne, Autriche et Suisse) et asiatiques, vendant huit millions d'exemplaires dans le monde.
Après cet énorme succès, il sort un album, I'm in Love (1982), qui n'a pas le même retentissement.
Au moment de la préparation du film La Boum 2 (1982), Richard Sanderson est en tournée au Japon, ce qui amène les producteurs à choisir le groupe anglais Cook da Books pour chanter Your Eyes, le titre-phare de ce second opus. Il décide cependant d'en enregistrer sa propre version afin de l'intégrer à son album Surprise (1984).
Pour éviter que le public interprète le film L'Étudiante (1988) comme une suite de La Boum, Richard Sanderson est écarté par les producteurs pour l'interprétation du titre-phare du film, You Call It Love, qui sera chanté par la norvégienne Karoline Krüger.
Par la suite, la carrière de Richard Sanderson connaît un ralentissement et lui, un épisode dépressif.
il composera en totalité en 1992 et entre 1995 et 2000 les musiques du concours Miss France. Puis partiellement celles entre 2001 et 2003. Sur une commande de Xavier de Fontenay il composera également la musique du générique de l’Election de Miss France en 1999. Elle est toujours utilisée à l’heure actuelle.
À partir de 2001, il participe à des publications discographiques pour enfants.
Dès 2008, il participe à la tournée RFM Party 80, un spectacle musical qui rassemble des chanteurs des années 1980 ayant été en tête du Top 50. Le 5 août 2011, dans le cadre de la tournée, il retrouve Laroche Valmont pour qui il avait coécrit, avec Marco Attali, la chanson T'as le look, coco.
Le 28 décembre 2017, il interprète Reality dans l'émission Les Enfants de la télé diffusée en première partie de soirée sur France 2.
En 2022, Richard Sanderson continue de se produire à travers la France dans des spectacles où il chante ses titres les plus connus, parfois seul, parfois partageant l'affiche avec des vedettes des années 1980.

### Vie privée
Richard Sanderson habite aujourd'hui en région parisienne. Divorcé, il a eu trois filles avec son ex-femme Lucinda[réf. nécessaire]. Depuis une dizaine d'années, il est en couple avec Sylvie Dellib, née le 11 novembre 1966, récemment devenue chanteuse, sous le pseudonyme Shelma, qu'il a épousée en juin 2024. 
De 2013 à 2018, il enseigne le chant au conservatoire Claude-Debussy de Savigny-sur-Orge (Essonne).

## Discographie
- 1979 : No Stickers Please (Vogue)
- 1980 : Reality[1]
- 1982 : I'm in Love (Polygram)
- 1984 : Surprise (Vogue)
- 1985 : Fairy Tale (Vogue)
- 1987 : Songs for Lovers
- 1990 : Anytime At All
- 1991 : Anytime You Want (Warner)
- 1999 : Visiting the Testament
- 2004 : Re-création